# Braake (Radevormwald)
Braake ist eine Hofschaft in Radevormwald im Oberbergischen Kreis im nordrhein-westfälischen Regierungsbezirk Köln in Deutschland.

## Lage und Beschreibung
Braake liegt im Nordosten von Radevormwald in der Nähe der Ennepetalsperre an der Grenze zu Breckerfeld. Die Nachbarorte heißen Umbeck, Plumbeck, Siepen, Im Holte, Beck, Altena und Nadelsheide (beide zu Breckerfeld). Der Ort ist über die Kreisstraße 9 erreichbar, die von Wellringrade in Richtung Ennepetalsperre führt.
Politisch wird der Ort durch den Direktkandidaten des Wahlbezirks 180 im Rat der Stadt Radevormwald vertreten.

## Geschichte
1422 wurde der Ort das erste Mal urkundlich erwähnt und zwar „In einer Radevormwalder Schöffenurkunde wird Hanß van der Bracke genannt.“
Schreibweise der Erstnennung: Bracke

## Wander- und Radwege
Die Ortsrundwanderwege A2 und A3 verlaufen durch Braake.